# Humberto Delgado
Humberto da Silva Delgado ComC • GCA • ComSE • GCL • OIP • CBE (Boquilobo, Brogueira, Torres Novas, 15 de maio de 1906 – Los Almerines, São Rafael de Olivença, 13 de fevereiro de 1965) foi um militar português da Força Aérea que corporizou o principal movimento de tentativa de derrube do regime salazarista através de eleições, tendo contudo sido derrotado nas urnas, num processo eleitoral reconhecidamente fraudulento, onde não houve fiscalização pela parte da oposição, que deu a vitória ao candidato do regime, Américo Tomás. Ficou popularmente conhecido como o General sem Medo.
Já depois do 25 de Abril de 1974 foi, a título póstumo, alvo de várias homenagens. Recebeu Honras de Panteão e a dignidade honorífica de Marechal.

## Biografia

### Primeiros anos
Era filho de Joaquim da Silva Delgado, primeiro sargento de Artilharia 3, e de Maria do Ó Pereira Delgado, ambos naturais de Brogueira. Tinha uma irmã, Deolinda Pereira da Silva Delgado.
Frequentou o Colégio Militar entre 1916 e 1922.
Entre 1922 e 1925, frequentou o curso de Artilharia na Escola do Exército, incluindo, em 1925, uma passagem pela Escola Prática de Artilharia, em Vendas Novas, onde ofereceu resistência a uma revolta de sargentos e, em consequência disso, foi alvejado. Ingressou, em 1926, no curso de observador aeronáutico e, no ano seguinte, no de piloto aviador militar, na Escola de Aviação Militar de Sintra (Granja do Marquês).
Participou no movimento militar de 28 de Maio de 1926, que derrubou a República Parlamentar e implantou a Ditadura Militar que, poucos anos mais tarde, em 1933, iria dar lugar ao Estado Novo liderado por Salazar.
Durante os anos 1930, foi propagandista do regime salazarista, identificando-se com a sua vertente nacionalista e com o seu anticomunismo.
A 26 de fevereiro de 1930, casou civilmente em Lisboa com Maria Elisa Iva Theriaga Leitão Tavares de Andrade (Leiria, Leiria, 13 de maio de 1908 – Lisboa, 2 de janeiro de 2014), filha de Carlos Augusto Tavares de Andrade, oficial do Exército, compositor modernista e herdeiro da Quinta da Cela Velha, em Alcobaça, de onde era natural, e da datilógrafa Maria Luísa Theriaga Leitão, natural de Leiria. O seu pai, Joaquim, e a sua irmã, Deolinda, foram padrinhos de casamento. Tiveram três filhos: Humberto Iva, Iva Humberta e Maria Humberta.

### Carreira militar e política

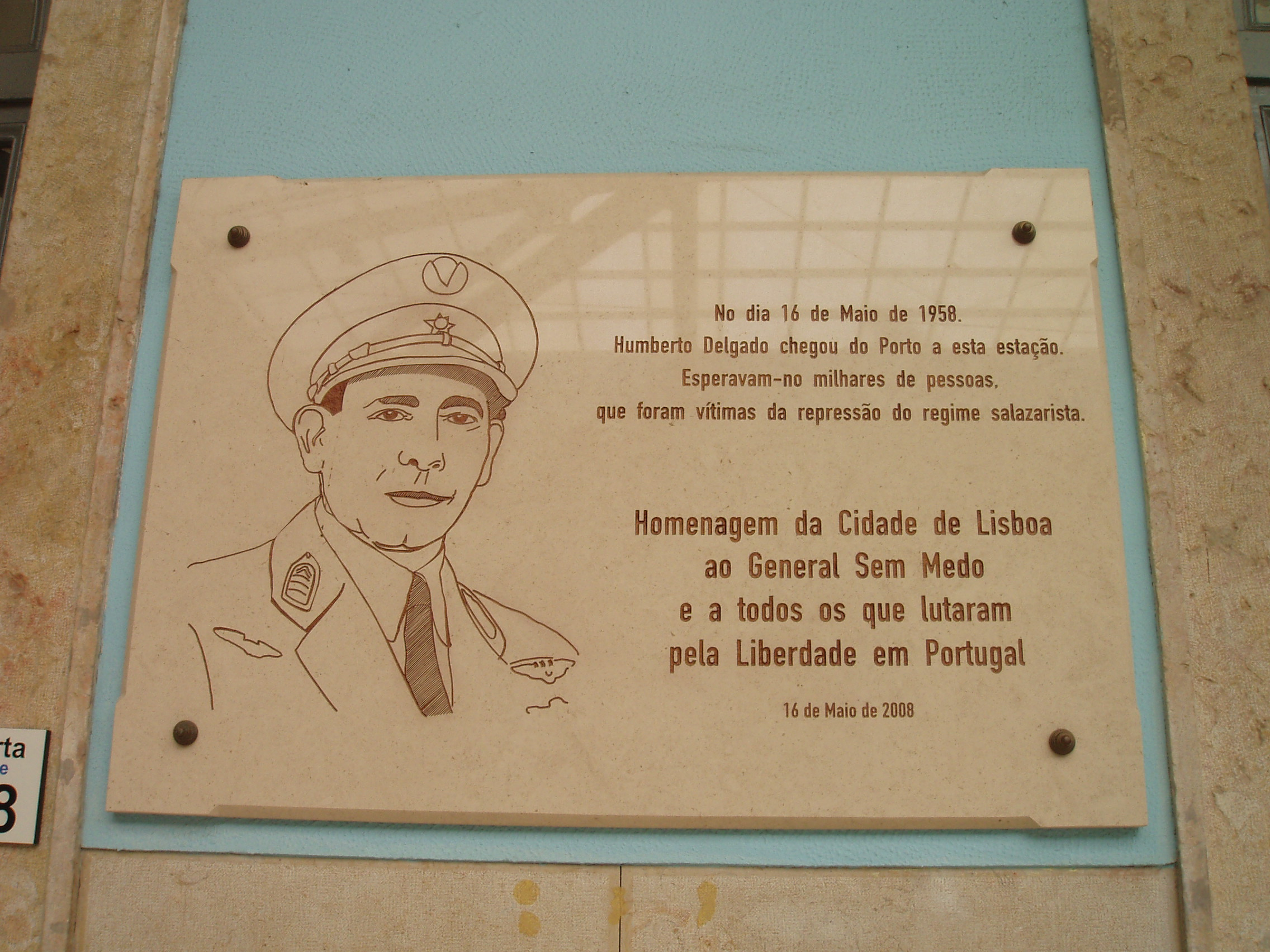
Placa de homenagem ao General Humberto da Silva Delgado na Estação Ferroviária de Santa Apolónia, na cidade de Lisboa.

Senhor de um carácter dinâmico, extrovertido e agressivo, Delgado destacou-se pela sua oposição à democracia parlamentar nos primeiros anos do regime, escrevendo um livro polémico, Da Pulhice do Homo Sapiens (1933, Casa Ventura Fernandes), onde ataca violentamente tanto os monárquicos como os republicanos, e onde manifesta a sua simpatia por Salazar e a sua obra. Depois de, nos anos 1930, Humberto Delgado ter revelado proximidade em relação aos regimes fascistas em Espanha, Itália e Alemanha, ao ponto de elogiar as figuras de Franco, Mussolini e Hitler, o ano de 1940 representa um momento de viragem. Escreve, nesse ano, a peça radiofónica "A Marcha para as Índias", que encerra uma crítica à expulsão dos judeus de Portugal. A sua família acolhe uma jovem refugiada judia belga, Mélita Gretzer.
Em 1941, Humberto Delgado assumiu publicamente a sua simpatia por Hitler tendo publicado dois artigos na Revista Ar, em que teceu os seguintes elogios ao líder Nazi: “O ex-cabo, ex-pintor, o homem que não nasceu em leito de renda amolecedor, passará à História como uma revelação genial das possibilidades humanas no campo político, diplomático, social, civil e militar, quando à vontade de um ideal se junta a audácia, a valentia, a virilidade numa palavra”. Com o decorrer da II Guerra Mundial, as suas simpatias passaram para os Aliados. Representou Portugal nos acordos secretos com o Governo Inglês sobre a instalação das Bases Aliadas nos Açores durante a Segunda Guerra Mundial.
Em 1944 foi nomeado Diretor do Secretariado da Aeronáutica Civil, tendo fundado a TAP em 1945 e concretizado, no ano seguinte, a Linha Aérea Imperial, de Lisboa a Lourenço Marques (Maputo). Entre 1947 e 1950 representou Portugal na Organização da Aviação Civil Internacional, sediada em Montreal, Canadá. Foi Procurador à Câmara Corporativa (V Legislatura) entre 1951 e 1952, tendo contribuído para a criação da Força Aérea Portuguesa.
Em 1952 foi nomeado adido militar e aeronáutico na Embaixada de Portugal em Washington e membro do comité dos Representantes Militares da NATO. Promovido a general na sequência da realização do curso de altos comandos, onde obteve a classificação máxima, passa a Chefe da Missão Militar portuguesa em Washington D.C.
Regressado a Portugal em 1957, foi nomeado Diretor-Geral da Aeronáutica Civil, cargo equivalente ao que já desempenhara na década de 1940 enquanto diretor do Secretariado da Aeronáutica Civil.

### Oposição ao regime

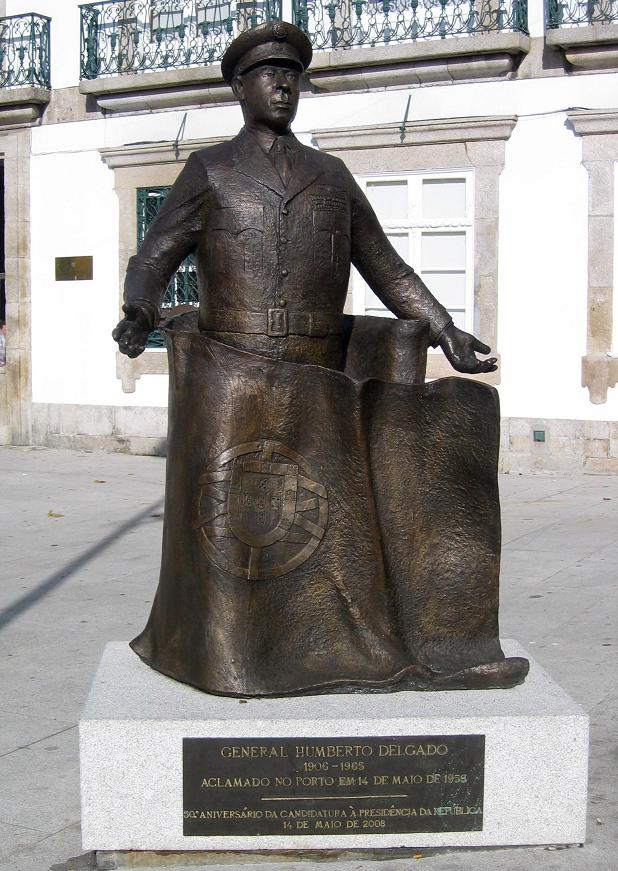
Estátua de tributo ao General Humberto Delgado, da autoria do escultor José Rodrigues, inaugurada em Maio de 2008 na Praça Carlos Alberto, na cidade do Porto.

Os cinco anos que viveu nos Estados Unidos consolidaram a sua crescente insatisfação e dissensão em relação ao regime de salazar e a forma de encarar a política portuguesa. Convidado por opositores ao regime de Salazar para se candidatar à Presidência da República, em 1958, contra o candidato do regime, Américo Tomás, aceita, reunindo em torno de si toda a oposição ao Estado Novo.
Numa conferência de imprensa da campanha eleitoral, realizada em 10 de maio de 1958 no café Chave de Ouro, no Rossio em Lisboa, quando lhe foi perguntado pelo jornalista Lindorfe Pinto Basto (representante da France Press em Lisboa), que postura tomaria em relação ao Presidente do Conselho Oliveira Salazar, respondeu com a frase "Obviamente, demito-o!".
Esta frase incendiou os espíritos das pessoas oprimidas pelo regime salazarista que o apoiaram e o aclamaram durante a campanha com particular destaque para a entusiástica receção popular na Praça Carlos Alberto no Porto a 14 de maio de 1958.
Devido à coragem que manifestou ao longo da campanha perante a repressão policial foi cognominado "General sem Medo". Terão sido os seus detratores comunistas a alcunharam-no de "General Coca-Cola", dizendo que estaria ao serviço da CIA.
O ato eleitoral ocorreu a 8 de junho de 1958. Apesar do esmagador apoio popular que recebera durante a campanha, Delgado oficialmente perdeu as eleições com 23% dos votos, enquanto o impopular e apagado candidato de Salazar, Américo Tomás, foi eleito com 76,4% dos votos, o que imediatamente levantou a suspeita de uma generalizada fraude eleitoral, perpetrada pela PIDE e outras forças do regime. Em algumas localidades, como, por exemplo, a freguesia de Brasfemes, no concelho de Coimbra, durante o ato eleitoral os populares rebelaram-se contra a proibição da presença de elementos da oposição na contagem dos votos e os resultados deram uma vitória esmagadora a Humberto Delgado.

### Exílio e morte
Em 1959, na sequência da derrota eleitoral, vítima de represálias por parte do regime salazarista e alvo de ameaças por parte da polícia política, pediu asilo político na Embaixada do Brasil, período em que decorreu, sob a sua égide, a malograda Revolta da Sé. Humberto Delgado seguiu depois para o exílio nesse país, onde chegou em 21 de abril de 1959. Durante o período do seu exílio no Brasil, deu-se o assalto ao paquete Santa Maria ("Operação Dulcineia"), sob o comando do capitão Henrique Galvão, levado a cabo em nome de Humberto Delgado, e do DRIL que co-liderava com dissidentes espanhóis, principalmente galegos. Nesse mesmo período foi amplamente apoiado por D. Maria Pia de Saxe-Coburgo Gotha e Bragança, a quem se dirigia como "a Princesa" ou "a Duquesa", que o ajudou monetariamente e ainda lhe ofereceu uma das suas residências em Roma, na Itália, para que o General pudesse regressar ao território europeu.
Ciente, desde 1958, que o regime só poderia ser derrubado através de uma revolta militar, promoveu a realização da Revolta de Beja ("Operação Ícaro") a qual veio a ser concretizada na passagem de ano de 1961 para 1962 e que visava tomar o quartel de Beja e outras posições estratégicas importantes de Portugal. O golpe, porém, fracassou, tendo o seu comandante militar, João Varela Gomes, sido alvejado.
Com crescentes dificuldades no Brasil após a sua entrada clandestina em Portugal durante a Revolta de Beja, Humberto Delgado acabaria por se mudar para a Argélia em finais de 1963, a convite do Presidente Ahmed Ben Bella.

#### Assassinato pela PIDE
Pensando vir reunir-se com opositores ao regime do Estado Novo - tendo Ernesto Lopes Ramos, feito passar-se por um fictício Dr. Castro Sousa, advogado supostamente ligado à oposição ao Estado Novo -, Humberto Delgado e a sua secretária, Arajaryr Campos, dirigiram-se a Badajoz, onde ficaram hospedados, tendo depois sido transportados de carro até um ermo em Los Almerines, perto de São Rafael de Olivença, em 13 de fevereiro de 1965. Ao seu encontro, liderada pelo inspector Rosa Casaco, foi uma brigada da PIDE, constituída pelo sub-inspector Ernesto Lopes Ramos, e pelos chefes de brigada Casimiro Monteiro e Agostinho Tienza em dois automóveis. Humberto Delgado e a sua secretária Arajaryr Campos seriam então mortos pelos agentes da PIDE.
Os corpos foram transportados para as bagageiras dos carros e levados do local do crime, um ermo da quinta de Los Almerines, perto de Olivença, para perto de Villanueva del Fresno, cerca de 30 km a sul, junto a um caminho chamado Los Malos Pasos ("Os maus passos"), onde foram colocados numa vala natural, cobertos com cal viva e apressadamente enterrados. Os cadáveres viriam a ser descobertos dois meses e dez dias mais tarde, a 24 de abril de 1965, por dois rapazes espanhóis que andavam a caçar pássaros na zona. Villanueva del Fresno consta, aliás, do seu registo de casamento como local de falecimento de Humberto Delgado, ocorrido "no dia posterior a 12 de fevereiro de 1965", embora esse seja apenas o local de enterramento do cadáver e não do seu assassinato.
Segundo os juízes do 2º Tribunal Militar Territorial de Lisboa (tribunal de Santa Clara) que, após o "25 de Abril de 1974", julgaram os elementos da brigada e as chefias da PIDE, o autor material do crime, Casimiro Monteiro, foi o único autor moral dele, numa operação ("Operação Outono") que teria como propósito sequestrar e não assassinar Humberto Delgado. Ainda segundo os mesmos juízes, Monteiro rapidamente aproximou-se do general e, empunhando uma pistola, disparou-lhe sobre a cabeça, matando-o logo; e a secretária brasileira do general, Arajaryr Campos, aterrorizada, começou a gritar e Tienza, com uma arma semelhante, também a matou.
Numa polémica entrevista concedida ao periódico Expresso em 1998, Rosa Casaco afirmou ter sido surpreendido com as mortes, dizendo que o plano seria sequestrar o general, depois de o tornar inconsciente com clorofórmio, e levá-lo preso para Portugal para ser julgado por atos terroristas. Disse que Monteiro e Tienza teriam sido mandatados por chefias superiores da PIDE para matarem o general, sem que Casaco tivesse sido informado previamente.
Esta versão dos acontecimentos foi posta em causa por Frederico Delgado Rosa, biógrafo e neto do general Humberto Delgado. Biografia do General Sem Medo (2008, A Esfera dos Livros), com base nas perícias médico-legais realizadas em Espanha na altura dos acontecimentos, segundo as quais Humberto Delgado foi barbaramente espancado no crânio com um objeto contundente. Segundo a mesma tese, os juízes do Tribunal de Santa Clara distorceram a verdade material do crime por razões políticas, com o intuito de preservar a hierarquia superior da PIDE, nomeadamente o seu diretor, Fernando da Silva Pais, e, em última instância, a figura de Salazar.
Em janeiro de 1975 os seus restos mortais foram transferidos de Espanha até ao Cemitério dos Prazeres, em Lisboa.

## Homenagens
A Assembleia da República Portuguesa decidiu, a 19 de julho de 1988, que fosse feita a transladação dos restos mortais de Humberto Delgado, do Cemitério dos Prazeres para o Panteão Nacional da Igreja de Santa Engrácia, em Lisboa. A cerimónia aconteceu a 5 de outubro de 1990, dia em que se assinalava os 80 anos da Implantação da República Portuguesa. Nesta mesma altura, o General foi elevado, a título póstumo, a Marechal da Força Aérea. Em fevereiro de 2015, por ocasião do 50.º aniversário do seu assassinato, a Câmara Municipal de Lisboa propôs ao governo Português a alteração do nome do Aeroporto de Lisboa para Aeroporto Humberto Delgado. O governo aceitou a proposta e desde 15 de maio de 2016 que o Aeroporto da Portela se designa por Aeroporto Humberto Delgado.

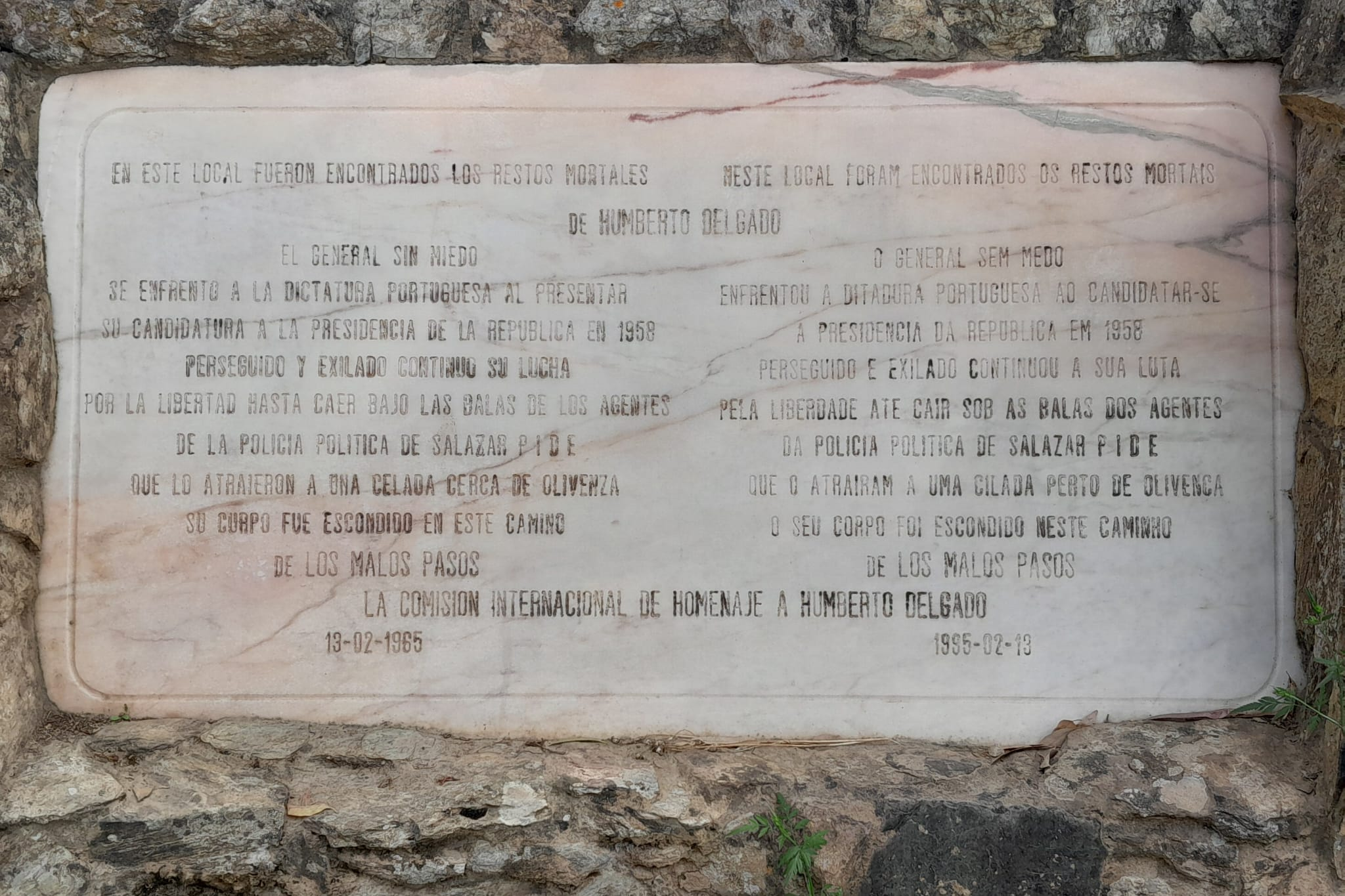
Lápide memorial em homenagem a Humberto Delgado no sítio de Malos Passos em Villanueva del Fresno.

O sítio de Malos Pasos, onde se encontraram os restos mortais de Humberto Delgado de Arajaryr Campos, está patrimonializado. Em 1995 foi colocada no local, pela Comissão Internacional de Homenagem a Humberto Delgado, uma placa memorial; e em 2005 foi erguido um monumento em mármore da autoria da escultora Fernanda Assis e de iniciativa luso-espanhola. Em 2015, o ajuntamento de Villanueva del Fresno também passou a prestar a sua homenagem, com um painel no mesmo local, a Arajaryr Campos.

### Ordens honoríficas
- Oficial da Ordem Militar de Avis (24 de dezembro de 1936)[24]
- Oficial da Ordem da Instrução Pública (17 de julho de 1941)[24]
- Comendador da Ordem Militar de Avis (1 de outubro de 1941)[24]
- Cruz de 2.ª Classe da Ordem do Mérito Militar com Distintivo Branco de Espanha (7 de maio de 1945)[25]
- Comendador da Ordem do Império Britânico (18 de julho de 1946)[25]
- Comendador da Ordem Militar de Cristo (11 de abril de 1947)[24]
- Comendador da Ordem Militar de Sant'Iago da Espada (19 de fevereiro de 1949)[24]
- Grande-Oficial da Ordem Militar de Avis (5 de setembro de 1951)[24]
- Oficial da Legion of Merit dos Estados Unidos (17 de setembro de 1955)[25] pelo Presidente Dwight D. Eisenhower
- Grã-Cruz da Ordem Militar de Avis (29 de novembro de 1957)[24]
- Grã-Cruz da Ordem da Liberdade (30 de junho de 1980 a título póstumo)[24]